# Фізичний театр
Фізичний театр — це жанр театральної вистави, особливий тип оповіді, характерною особливістю якого є опора на фізичний рух виконавців, що водночас може поєднуватися із текстом, хоча не завжди. Більшість фізичних театрів вимагає від акторів певного рівня фізичного контролю та гнучкості.

## Витоки фізичного театру
Сучасний фізичний театр також має спільне коріння з Commedia dell'arte, а дехто говорить про його витоки від давньогрецького театру, зокрема від Аристофана. Ще одне джерело фізичного театру співвідноситься з діяльністю батька тілесної міми французького актора Етьєна Декру. Мистецтво міми викладається зараз у багатьох великих театральних школах. Сучасний фізичний театр бере початок в різних традиціях. Великий вплив на сучасний фізичний театр мали міми та театральні школи Парижа. У сучасному танці теж помітний вплив фізичного театру.

## Послідовники фізичного театру
- Тео Адамс
- Піна Бауш
- Енн Богарт
- Лінн Бредлі
- Стівен Вассон
- Роберт Вільсон
- Вахрам Зарян
- Джанет Карафа
- Алан Клей
- Єжи Ґротовський
- Девід Гласс
- Жак Лекок
- Петра Масей
- Джонні Мелвіль
- Томас Меттлер
- Робін Паттерсон
- Білл Робісон
- Даніель Стейн